# Желєзний Олександр Володимирович
Олександр Володимирович Желєзний (нар. 4 березня 1974) — український футболіст, захисник та півзахисник. Виступав у нижчих лігах чемпіонату України та Росії.

## Кар'єра гравця
Олександр Желєзний народився 4 березня 1974 року. Кар'єру футболіста молодий гравець розпочав у клубі «Спартак» (Умань), який виступав у чемпіонаті Черкаської області. Потім його помітили у Черкасах, та запросили виступати в місцевому «Дніпрі», який виступав у Другій нижчій лізі чемпіонату СРСР. В 1991 році у складі черкащан він відіграв 3 поєдинки.
Після здобуття незалежності Україною продовжив свою кар'єру в аматорських клубах «Будівельник» (Тальне) та ФК «Сміла», які виступали в чемпіонаті Черкаської області. В 1992 році повернувся до складу черкаського «Дніпра». У складі черкащан в чемпіонатах України він відіграв 94 матчі та забив 4 м'ячі, ще 4 поєдинки Олександр Володимирович відіграв у кубку України. 
У 1996 році Олександр Желєзний переїздить до Росії, де підписав у году з клубом першої ліги «Сокіл-ПЖД» (Саратов), але у її складі так і не зіграв жодного офіційного матчу. Тому того ж року переходить до клубу другого дивізіону «Металург» (Новокузнецьк). У складі команди з Новокузнецька Олександр Желєзний виступав з 1996 по 1999 роки. За цей час у складі клубу в чемпіонатах Росії Олександр Володимирович відіграв 104 матчі та відзначився 6 голами, ще 8 поєдинків (1 м'яч) гравець відіграв у Кубку Росії.
В 2000 році Олександр Володимирович повернувся в Україну та підписав угоду з кременчуцьким «Кременем», але в його складі зіграв лише 1 поєдинок, і того ж року повернувся до черкаського «Дніпра», в якому Олександр (з перервою в 2001 році, коли він відіграв 14 поєдинків у складі чернігівської «Десни») виступав до літа 2002 року. За цей час у складі черкащан у національних чемпіонатах він відіграв 80 матчів (1 гол), ще 6 матчів Олександр Володимирович відіграв у Кубку України.
В 2002—2004 роках Желєзний виступав у ромненському «Електроні», южноукраїнській «Олімпії ФК АЕС» та «Миколаєві».
Завершував Олександр Володимирович Желєзний кар'єру професійного футболіста в ПФК «Олександрії», яка стала бронзовим призером групи Б другої ліги чемпіонату України сезону 2004/05 років та допоміг команді здобути путівку до Першої ліги, але під час зимової паузи покинув клуб. У першій частині сезону Олександр відіграв 7 матчів.
Після цього Желєзний не завершив кар'єру футболіста й продовжив свої виступи в аматорських командах «Іллічівець-Умань» (2004-2005, 2006) та «Ходак» (Черкаси) (2006), які виступали в чемпіонаті Черкаської області.